# Karl Heyder
Karl Heyder (* 24. August 1812; † 25. November 1885) war ein deutscher Philosoph.

## Leben
Seit 1839 lehrte er als Privatdozent der Philosophie in Erlangen, seit 1847 als außerordentlicher Professor und seit 1852 ordentlicher Professor. Er war auch Prorektor der Universität Erlangen.

## Schriften (Auswahl)
- Kritische Darstellung und Vergleichung der Methoden Aristotelischer und Hegel'scher Dialektik mit durchgänggiger Beziehung auf die Methoden der vorangegangenen Systeme. Erlangen 1845.
- Ethices Pythagoreae Vindicias. Pro capessendo loco in senatu academico. Erlangen 1854.
- Die Lehre von den Ideen in einer Reihe von Untersuchungen über Geschichte und Theorie derselben. Frankfurt am Main 1874.
- Gedächtnisrede für Herrn Dr. Rudolph von Raumer, ordentlicher Professor der deutschen Sprache und Literatur. Gehalten am 16. December 1876. Erlangen 1877, OCLC 1106891330.